# Indalsälven

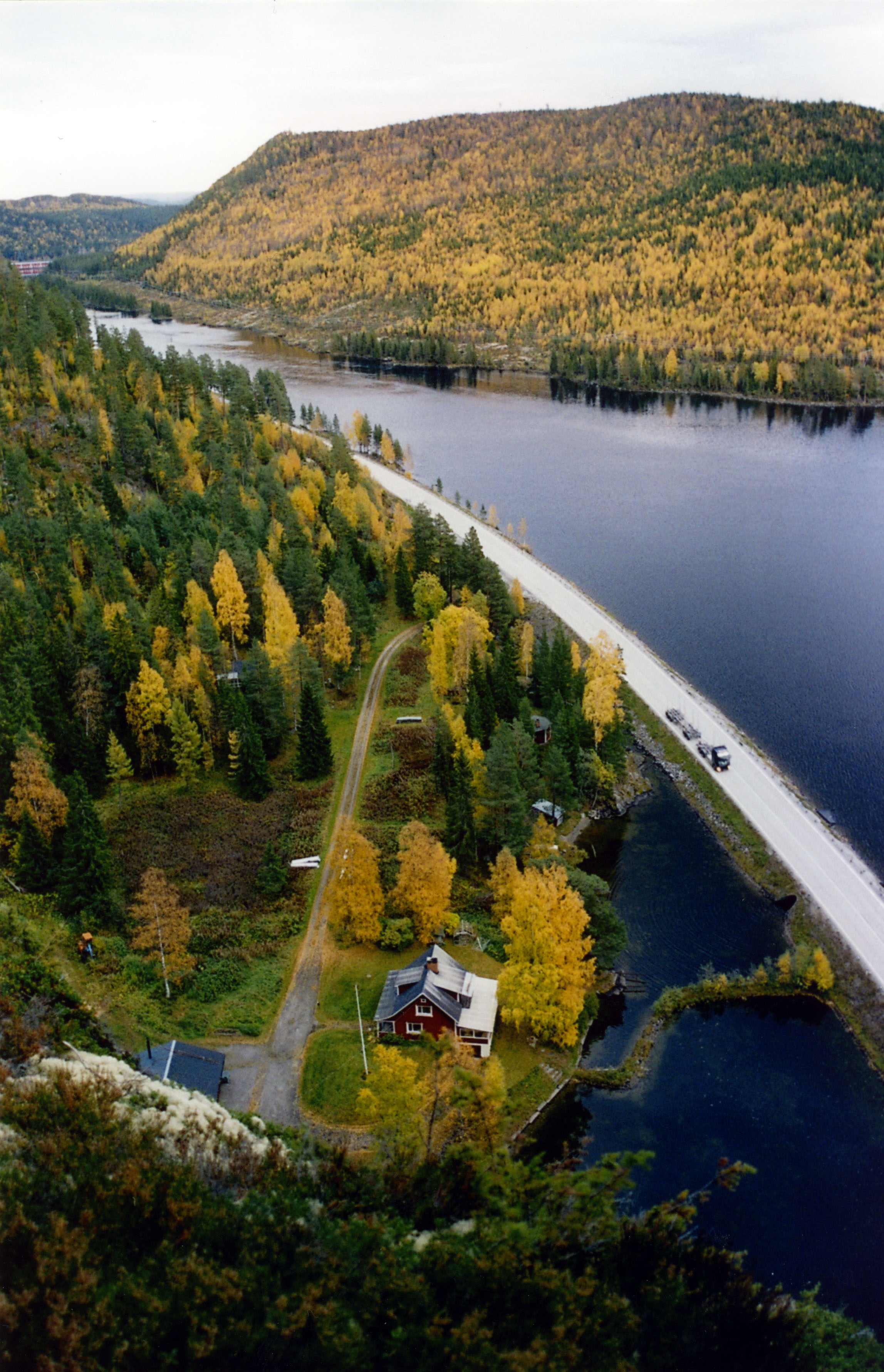
Vy över Indalsälven från Stadsberget vid Krångede kraftverk/Jämtlands län.

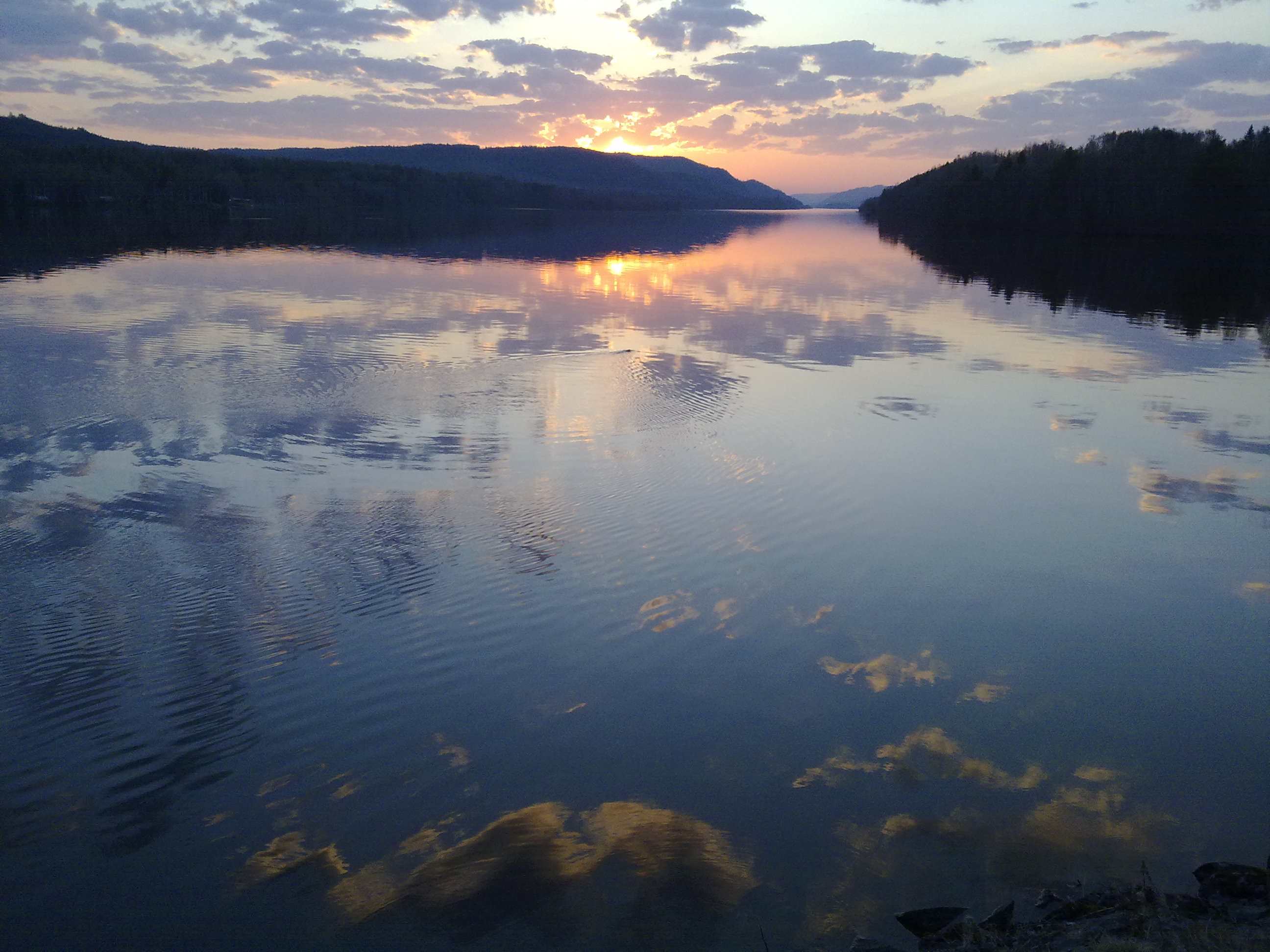
Bäver i Indalsälven vid Indal.

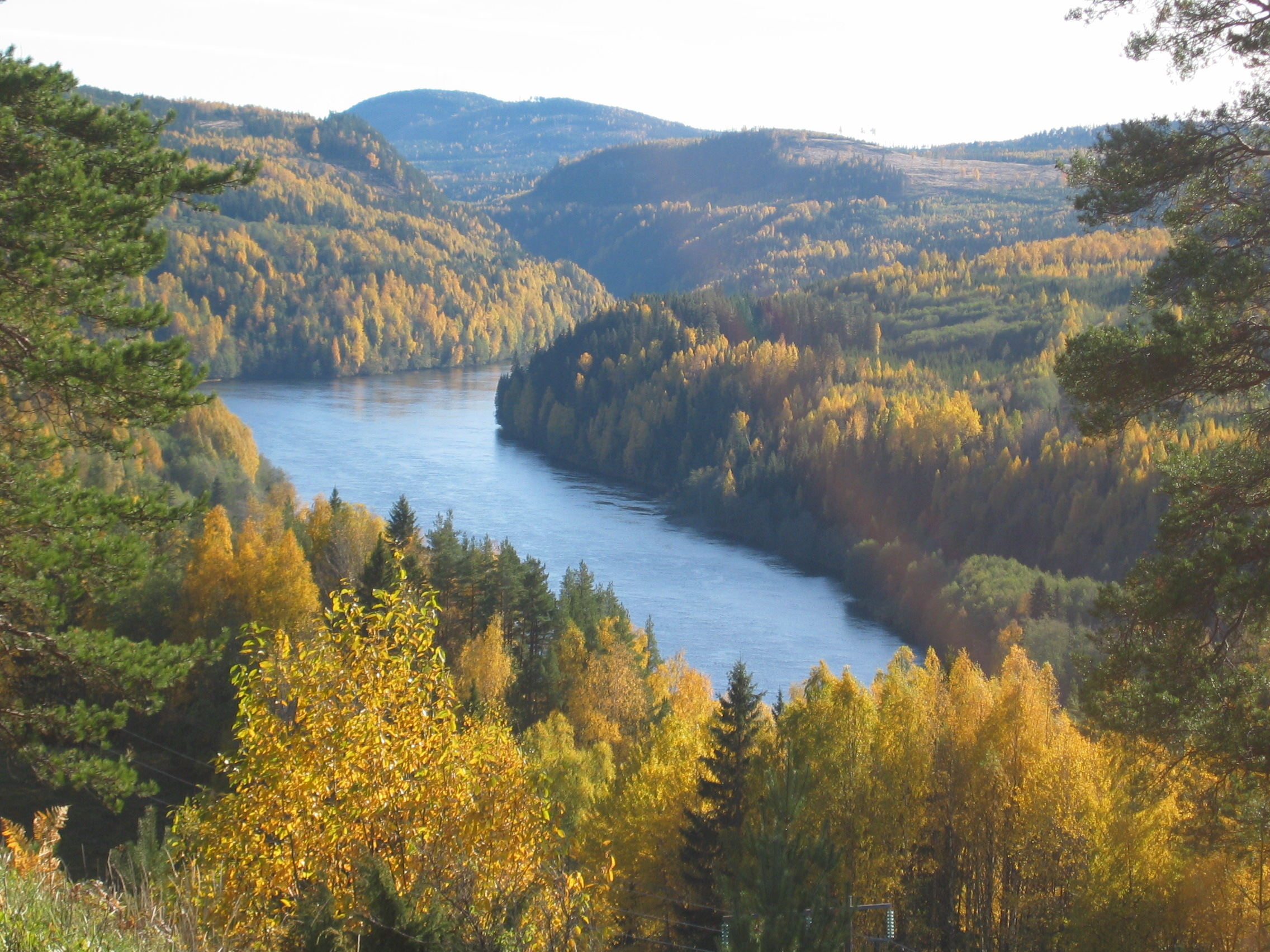
Indalsälven vid Utsikten, Sillre.

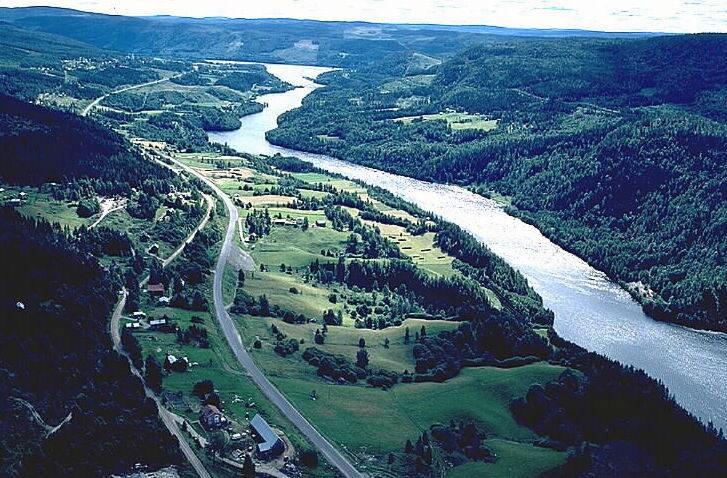
Flygfoto över Indalsälven vid Indal från 1980-talet.

Indalsälven, även Jämtlandsälven, Litsälven, Storsjöälven är en av Sveriges vattenrikaste älvar. Älven är 430 km lång och kraftigt utbyggd för elproduktion. Älven rinner upp i Jämtlandsfjällen och mynnar i Bottenhavet i Timrå kommun, kring 20 kilometer nordost om Sundsvall i Medelpad. Det totala avrinningsområdet är 26 727 km². Viktigare biflöden till Indalsälven är Järpströmmen, Långan, Hårkan och Ammerån. Indalsälven bildar en så kallad genombrottsdal då den korsar genom de högsta fjällspartierna.

## Indalsälven, från fjäll till hav
Indalsälven rinner upp i Jämtlandsfjällen och söker sig ner i Storsjön (som ligger vid Östersund), som är ett kraftfullt magasin för det vatten som de otaliga kraftverken nedströms behöver under framförallt vintern. Den har flera större och mindre tillflöden som gör den till en av Sveriges största kraftproducenter. Det nedersta kraftverket, Bergeforsen, ligger knappt 10 kilometer från dess utlopp i havet. Efter detta kraftverk har den ännu ett större inflöde, Ljustorpsån. Nedom Bergeforsen börjar älvens delta som är Sveriges största kustdelta. Det var ett stort delta redan på 1700-talet men växte ytterligare efter "Vildhussens" ofrivilliga tömning av sjön Ragundasjön då Döda fallet, före detta Storforsen, kom till. (Dessa två namn är lätt att förväxla med Storforsen i Pitälven och där intilliggande Döda fallet.) Den som åker bil på E4 över deltabroarna i Timrå (förbi Bengt Lindströms kända "jätte-Y") får lätt en uppfattning om storheten, och då är det ändå blott en del man ser. Sandlagren ner till fast berg är upp till 60 meter djupa. Alla älvgrenarna rinner ut i Klingerfjärden i Timrå.
Deltat börjar med ön Skäftesholmen, cirka en km nedströms kraftverket, där man fordom "skilde" det utför älven flottade virket. Där finns mycket intressanta lämningar från den perioden, inte minst stora lövträd som annars är ovanliga på dessa breddgrader. Ön kallas i folkmun även "Helenas Holme" efter en kvinna som enligt legenden var bosatt där någon gång för länge sedan.
Längre ned vid Sandarnasidan finns två öar som numera, vid normal vattenföring, är sammanvuxna med varandra och fastlandet (Kaptensholmen och Kogrundet)
På andra stranden delar älven sig med en mindre gren, "Lillån", som rinner förbi och mellan Hästudden och Färjholmen. Där gick, under flera århundraden och fram till slutet av 1800-talet, den gamla "kustlandsvägen" över på en träbro. På andra sidan Färjholmen kom man över "Storån" med en liten färja (därav holmens namn).
Som ett kuriosum kan nämnas att en gång färjade man över ett helt cirkusfölje med elefanter och allt. Även Carl von Linné kom denna väg vid sin "Lappländska resa".
Vid Stavreviken möter älven fast berg och tvingas göra en 180-gradig sväng mot söder och vid Fjäl delar den sig i två grenar, Sörån och Norrån. Mellan dessa finns Sundsvall-Timrå Airport på en stor ö, Skeppsholmen. Den bestod av flera mindre holmar innan flygfältet byggdes, men då dämdes flera mindre rännor igen.
I Norrån finns flera mindre långsträckta öar, uppmuddrade under flottningsperioden, som upphörde på 1970-talet.
Vid älvens delta och utlopp i Bottenhavet har ett naturreservat inrättats,  Indalsälvens delta.

## Kraftverk i Indalsälven[4]
I Indalsälvens avrinningsområde finns 38 vattenkraftverk med en installerad effekt på 2101 MW (2017) vilka 2017 genererade ca 10 TWh el, motsvarande ca 15% av Sveriges vattenkraftselektricitet. Flera olika företag äger kraftstationer längs Indalsälven, t ex Vattenfall, Fortum, Jämtkraft, Statkraft och Skellefteå kraft. De största installerade effekterna finns i kraftverken i Krångede (Fortum; 250 MW), Bergeforsen (Vattenfall; 168 MW), Sällsjö (Skellefteå Kraft; 152/160 MW), Midskog (Vattenfall; 145/150 MW), Stadsforsen (Vattenfall; 135/139 MW) och Järpströmmen (114 MW, Fortum).
Tabell över vattenkraftstationer längs Indalsälvens avrinningsområde. Nedströms Storsjön listas endast stationer längs huvudfåran. Även stationer i biflöden uppströms Storsjön. Några stationer kan saknas.
| Namn             | Företag, majoritetsägare | Fallhöjd (m) | Installerad effekt (MWe) | Idrifttagning (år) | Referens                                     |
| Bergeforsen      | Vattenfall               | 23           | 164                      | 1955               | [ 5 ]                                        |
| Sillre           | Vattenfall               | 193          | 11                       | 1933/1987          | [ 6 ] [ 7 ]                                  |
| Järkvissle       | Vattenfall               | 14           | 87                       | 1959               | [ 8 ]                                        |
| Hölleforsen      | Vattenfall               | 25           | 147                      | 1949               | [ 9 ]                                        |
| Stadsforsen      | Vattenfall               | 29           | 141                      | 1939/1952          | [ 10 ]                                       |
| Svarthålsforsen  | Fortum                   | 15           | 80                       | 1954               |                                              |
| Hammarforsen     | Statkraft Sverige        | 20           | 80                       | 1928/1941          | [ 11 ]                                       |
| Gammelänge       | Fortum                   | 19           | 78                       | 1944               | [ 12 ]                                       |
| Krångede         | Fortum                   | 60           | 248                      | 1936               |                                              |
| Stugun           | Vattenfall               | 7            | 39                       | 1956               | [ 13 ]                                       |
| Näverede         | Vattenfall               | 13           | 68                       | 1955               | [ 14 ]                                       |
| Midskog          | Vattenfall               | 27           | 146                      | 1944               | [ 15 ]                                       |
| Granboforsen     | Jämtkraft                | 6            | 24                       | 1980               | [ 16 ]                                       |
| Kattstrupeforsen | Jämtkraft                | 17           | 62                       | 1942               | Jämtkraft, Informationstavla vid kraftverket |
| Hissmofors       | Jämtkraft                | 18           | 70                       | 1897               | [ 17 ] [ 4 ]                                 |
| Mörsil           | Fortum                   | 18           | 40                       | 1949               | [ 18 ]                                       |
| Järpströmmen     | Fortum                   | 67           | 114                      | 1947               | [ 19 ]                                       |
| Anjan            | Fortum                   | 40           | 25                       | 1978               | [ 20 ]                                       |
| Juveln           | Fortum                   | 12           | 14                       | 1978               | [ 21 ]                                       |
| Torrön           | Fortum                   | 22           | 24                       | 1978               | [ 22 ]                                       |
| Sällsjö          | Skellefteå kraft         | 194          | 160                      | 1962               | [ 23 ]                                       |
| Slagsån          | Jämtkraft                | 60           | 1                        | 1917               | [ 4 ]                                        |
| Duved            | Jämtkraft                | 212          | 6                        | 1960               | [ 24 ]                                       |
| Handöl nedre     | Jämtkraft                | 36           | ?                        | 1915               | [ 4 ] [ 25 ]                                 |
| Handöl övre      | Jämtkraft                | 69           | ?                        | 1985               | [ 4 ] [ 25 ]                                 |

## Föroreningar
Vid Sundsvall Timrå Airport mitt i älvens delta finns PFAS-föroreningar som fortfarande inte sanerats, men är ett prioriterat område hos Länsstyrelsen Västernorrland.

## Biflöden i riktning uppströms
De bifloder som mynnar direkt i Indalsälven står längst till vänster, och dessas biflöden längre till höger. Respektive vattendrags källflöden betecknas med (*): 
- - Ljustorpsån
    - Aspån
    - Mjällån
      - Eksjöån
        - Aldersjöån*

      - Stordalsbäcken
      - Viksjöån
      - Mobäcken
      - Tallåsån*
      - Hornsjöbäcken*

    - Bredsjöån*
      - Fuskingesån
      - Moaån*

    - Laxsjöån
      - Ådalsån
      - Återvänningsån*
        - Tjäresjöån*

  - Kvarnån
  - Oxsjöån
    - Vallsjöån*
    - Skälån*
      - Norrån*

  - Korsån
    - Långsjönäsån*
    - Skavån*

  - Kvarnån
  - Järån
    - Åsån
      - Kvisselån*
      - Liån*

  - Singsån
    - Kälån
      - Dalsbäcken

    - Prästån*
    - Flärkån*

  - Hälan
    - Lövåsån*
    - Lillån*
      - Norr-Lillån*
      - Sör-Lillån*

  - Gillerån
  - Ammerån
    - Färsån
    - Eldsjöbäcken
    - Gulån
    - Målån
    - Borgan
      - Laxsjöbäcken

    - Halån
    - Fyrån
    - Öjan*
      - Björnån
      - Laxbäcken
      - Linnån*
      - Klumpån*

    - Storån*
      - Gåxån
        - Rångnoret*
        - Stryån*
        - Lomån*

      - Hökvattenån
        - Tuvattenån*
        - Lillån*

      - Lakavattsån
        - Djupvattsån*
        - Haraån*

  - Sättån
    - Sättsjöbäcken*
    - Digerbäcken*
    - Kakebrännbäcken*

  - Mörtån
    - Hornån*
    - Äcklingsån*
      - Blekån*
        - Gränningsån
          - Erlandsjöån*

  - Hällsgårdsån
  - Sännån
    - Singån*

  - Fjälån
    - Brusån*
      - Gällerån*

  - Örån
    - Nästån

  - Hårkan
    - Töjsan
    - Raftan
    - Tvärvalån
    - Torån
      - Sångån*

    - Ockerån
    - Holmån
    - Lill-Avolån
    - Stor-Avolån
    - Foskvattenån
      - Svartån*
      - Stensjöbäcken*

    - Häggsjöån
      - Skärvångsån*
      - Bakvattsån*
        - Veksjöån

    - Rörvattsån
      - Ansättån*
        - Ruckelån*
        - Skansån*

      - Grubbdalsån*
        - Stensjöån
        - Arvattsån

    - Främmerån
      - Bågavattenån*
      - Fjällån*

    - Juleströmmen*
      - Holdelva*
      - Guselva*

    - Inderdalsåa*
      - Blåfjellelva

  - Långan
    - Näversjöån
    - Gysån
    - Åkerån
      - Storån*

    - Rismoån
    - Liån
    - Trångan
    - Finnån
    - Örnstolån
      - Gruvån

    - Ångsjöån
      - Västsjöån
        - Rörtjärnbäcken*

    - Oldån
      - Fisklösån

    - Bergsjöån
    - Tjaurenjukke*

  - Svenstavikån
    - Backsjöån*

  - Hovermoån
    - Högån*
      - Hemmingsån
      - Tvärån

    - Lillån*

  - Häggån
    - Lillån

  - Geråsån
  - Lockneån
    - Forsaån*
      - Bodsjöbyån*
      - Skidån*
      - Hungån*
        - Mjölksjöån*

      - Orrbodån*

  - Slandromsån
  - Ytterån
    - Åfloån*
      - Kaxån
      - Gärdesån*
        - Vallån
        - Getån*
          - Djupsjöån*
          - Grässjöbäcken*

  - Dammån
    - Dörrsån
      - Gräftån

    - Storån*
      - Björnsjöån
        - Hällån*
        - Blanken*
        - Lövan*

    - Lekarån*

  - Håckran
    - Österån
    - Fångån*
    - Vålån*
      - Lunndörrsån
      - Stensån

  - Järpströmmen
    - Herrån*
    - Husån*
    - Kjolån*
    - Anjeströmmen*
      - Segerån

    - Gråsjöån*
    - Kallströmmen*
      - Gråvalsån*
      - Storvallsån*
        - Rutsälven*

      - Ängsån*
        - Binnan*
        - Gauna*
        - Holderströmmen*
          - Grönningselva*
          - Jävsjöströmmen*
            - Kasttjörnelva*
            - Livsjöelva*
            - Björkvattselva*
            - Svenskån*

  - Gulån[förtydliga]
  - Henån
  - Ullån
  - Häggsjöån
  - Medstuguån
  - Rekån*
  - Järpån*
  - Östra Bunnran*
  - Västra Bunnran*
  - Handölan*
    - Storulvån
    - Lillulvån
    - Tjallingsån
    - Gåsån
    - Östra Ekorrån

  - Enan
    - Visjöån
    - Husån (Jämtland)*